# Zakłady Górnicze „Rudna”
Zakłady Górnicze „Rudna” – podziemna kopalnia rudy miedzi na północ od miasta Polkowice. Zakład jest oddziałem KGHM Polska Miedź, jedną z trzech czynnych kopalni miedzi w Polsce.
Kopalnia uruchomiona została 17 lipca 1974. W tym samym roku zdolność wydobywcza rudy wyniosła 1,9 mln ton, natomiast w latach 80. wskaźnik wzrósł do poziomu 11,3 mln ton. Jest ona najgłębszą kopalnią KGHM oraz największą kopalnią rudy miedzi w Europie i jedną z największych głębinowych kopalni rud miedzi na świecie. Kopalnia ma 11 szybów o głębokości od 900 do 1244 metrów.
- Zdolność wydobywcza: ok. 12 mln t rudy/rok (ok. 40 tys. ton na dobę) o średniej zawartości 1,8% Cu i 50 ppm Ag.
- Systemy eksploatacji: komorowo-filarowy z ugięciem stropu, komorowo-filarowy z podsadzką hydrauliczną.
- Zasoby geologiczne: 387,5 mln t złóż rudy o średniej miąższości ok. 2,2 m i zawartości miedzi 2,4%, z tego >99,9% to zasoby bilansowe (stan na rok 2012)[2].

## Wstrząsy
19 marca 2013 roku o godzinie 22:09 w kopalni doszło do wstrząsu o magnitudzie wynoszącej 4,6. Szczęśliwie, wszyscy górnicy zostali odnalezieni żywi.
29 listopada 2016 roku o godzinie 21:09 w kopalni doszło do wstrząsu o magnitudzie wynoszącej 4,4. W wyniku wstrząsu zginęło ośmiu górników.
29 stycznia 2019 roku o godzinie 13:53 w kopalni doszło do wstrząsu o magnitudzie wynoszącej 4,8. Był to, jak do tej pory, najsilniejszy wstrząs w kopalni. W rejonie zagrożenia znajdowało się 32 górników. Wszyscy przeżyli.
W wyniku wstrząsu 29 listopada 2016 zginęli:
1. Piotr Aleksandrowicz (lat 50) – mieszkaniec Głogowa, sztygar zmianowy pod ziemią, zatrudniony od 1993 r., osierocił czworo dzieci;
2. Andrzej Burdzy (lat 47) – mieszkaniec Bolesławca, ślusarz mechanik maszyn i urządzeń górniczych pod ziemią, zatrudniony od 1988 roku, osierocił troje dzieci;
3. Aleksander Kaźmierczak (lat 42) – mieszkaniec Głogowa, górnik pod ziemią, zatrudniony od 2002 roku, osierocił jedno dziecko;
4. Robert Kiliński (lat 43) – mieszkaniec Polkowic, górnik strzałowy pod ziemią, zatrudniony od 1991 roku, osierocił jedno dziecko;
5. Tomasz Leśków (lat 24) – mieszkaniec Głogowa, ślusarz mechanik maszyn i urządzeń górniczych pod ziemią, zatrudniony od 2015 roku;
6. Maciej Pakosz (lat 23) – mieszkaniec Głogowa, ślusarz mechanik maszyn i urządzeń górniczych pod ziemią, zatrudniony od 2016 roku;
7. Arkadiusz Sowa (lat 50) – mieszkaniec Bolesławca, ślusarz spawacz pod ziemią, zatrudniony od 2004 roku, osierocił jedno dziecko;
8. Emil Wawrzyniak (lat 33) – mieszkaniec Głogowa, operator samojezdnych maszyn górniczych, zatrudniony od 2008 roku, osierocił dwoje dzieci.